# Проблема часу і бароковий натюрморт

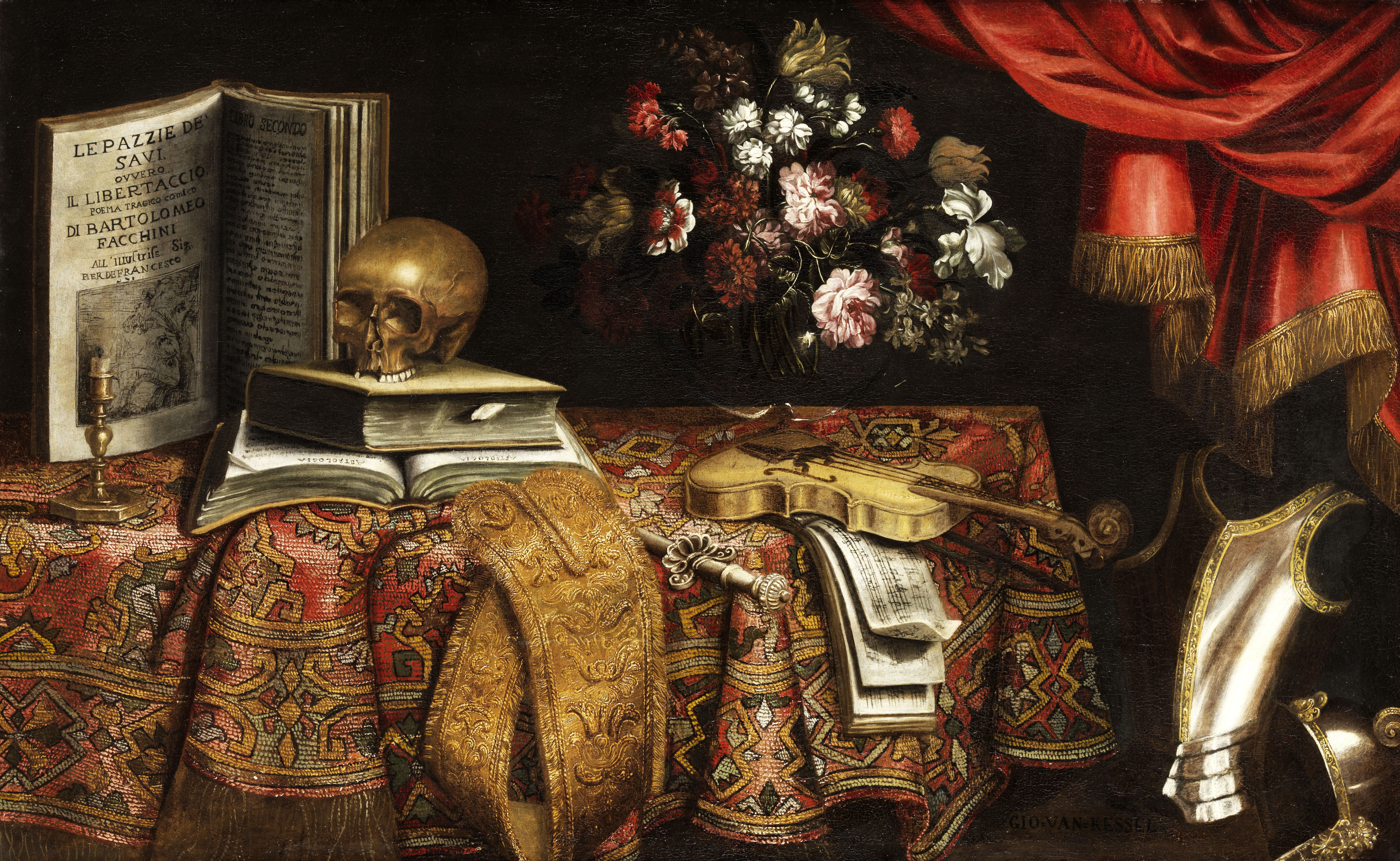
П'єр Франческо Чіттадані. «Натюрморт з черепом, свічкою, квітами і скрипкою» (ванітас)

Проблема часу і бароковий натюрморт — проблема відтворення категорії часу в бароковому натюрморті.

## Проблема часу в свідомості західноєвропейців
У 17 столітті проблема нестабільності миру в Європі, розхитаності важливих установ, релігійних, політичних, економічних — особливо хвилювала розумників, богословів, адміністраторів католицької церкви, шукачів істини. На те були вагомі причини — руйнація Рима, помітне падіння авторитета папи римського і взагалі авторитета католицизма як такого, народні заворушення, розкол західноєвропейської релігійної спільноти на католицизм і протестантизм, епідемії нових хвороб. До болючих проблем додавались постійні війни на континенті, релігійне протистояння з протестантизмом різних гілок, що набирав міці і шалений спротив цьому католицького центру в Римі. Додалось до всіх проблем і тривожне усвідомлення незворотності часу, малості відпущеного людині життя, його скінченність, бо «ніхто не знає свого смертного часу»…
Водночас розкрились нові привабливі якості самого життя — чистого і багатого одягу, їжі з заморських країн і екзотичних речей, свят, садів, нових книг і нової музики. Доба наповнилась смутком від усвідомлення мінливості всього і пристрасною жагою використати все — пишність і дарунки життя, нові здобутки цивілізації і прагнення врятувати, повно використати відпущені людині шанси. Звідси вартісність протікаючих хвилин, годин, днів, років. Протестантизм, на відміну від православ'я, оголосив багатство, здобуте наполегливою працею — благом, дарованим християнським богом і угодним йому. Вартісність протікаючого і відпущеного людині часу була перенесена на бізнес. Незважаючи на натовп, що продовжував марнувати власний час і власні життя, в західноєвропейську культуру увійшов феномен вартості часу, вартості кожної хвилини, витраченої на життя і бізнес, на всі справи. Цей феномен став кардинальною ознакою західноєвропейської цивілізації, що породило поспіх у житті, в бізнесі, у всіх справах. Прийшло усвідомлення вартості свого життєвого часу і часу іншої особи.

## Золота доба мистецтва годинникарів[1]
Удосконалились і пристрої виміру часу. Маятниковий годинник — віднайдений в добу бароко, ще одна його ознака, його символ. Добу бароко почали називати «золотою добою мистецтва годинникарів». Загострене відчуття плину часу — тема низки літературних творів тої доби, від п'єс Вільяма Шекспіра до сонетів маловідомих літераторів.
Годинник, його циферблат як нагадування про швидкоплинність часу і людського життя, став важливою складовою натюрмортів ванітас.

## Перське (неєвропейське) ставлення до часу
Порівняння обережного ставлення до часу в західноєвропейській культурі зі ставленням до часу в мусульманських країнах викликало здивування і негативізм. Виявилось, що поспіх у використанні власного часу, його повне використання, прагнення поспішати вперед, робити кар'єру, вибороти добробут чи багатство — лише західноєвропейський феномен. Його нема в культурі мусульманських країн. Іронічні європейці почали називати не свій спосіб витрачання часу — «перським». В Персії теж полюбляли гроші і вдосталь було жадоби. Але усвідомлення швидкоплинності часу, вартості часу свого життя і життя (часу !) іншої особи ні в Персії, ні в інших мусульманських країнах не прийшло. Людина в бурхливому потоці часу тут залишилась дрібничкою, малопотрібною цяткою…
Аналітичний розум західноєвропейців використав навіть «перське» (неєвропейське) ставлення до часу. Західноєвропейці використовували марнування часу у дні перевтоми, хвороби, у дні депресій. По закінченні хворобливих днів знову повертались до напружених графіків використання свого і чужого часу.
Використання «перського» (неєвропейського) ставлення до часу перейшло у практику західноєвропейських психологів. Його використовують в комплексі лікування осіб, що схильні до суїцидів.

## Ознаки часу в барокових натюрмортах

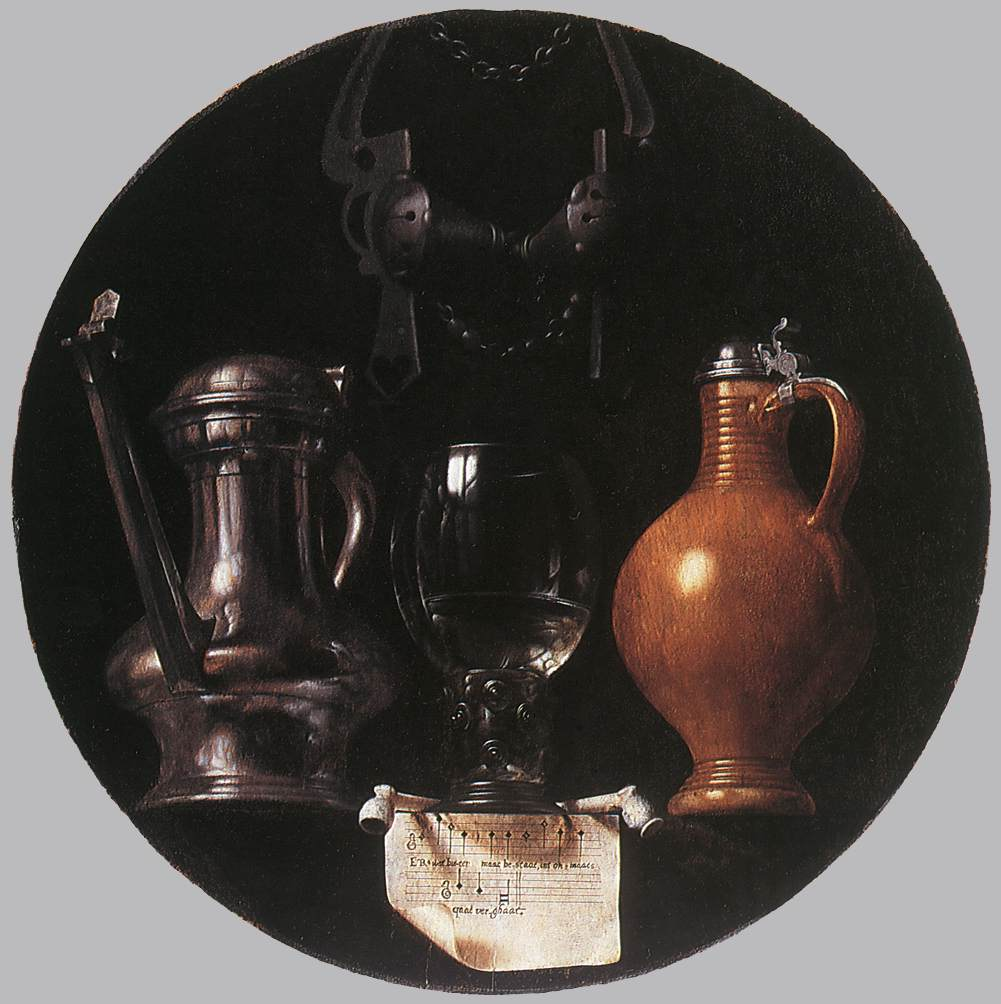
Худ. Йоханнес Торрентіус. «Емблематичний натюрморт з вуздечкою», 1614 р., Державний музей (Амстердам).

Перебіг часу і рух його належать до важко відтворюваних категорій в образотворчому мистецтві. Як показати його хід або безупинність (tempus fugit) — проблема, котра постала у всій своїй важкості перед художниками доби бароко, де рухи людини і перебіг часу належать до базових, панівних ознак стиля. У нагоді стануть міфологізована свідомість, широкий вжиток алегорій і розповсюдження книг з емблемами. В свідомість широкого кола західноєвропейців також увійшли умовності театра, умовності сценічного відтворення реальних і вигаданих ситуацій. Мова натяків, декларація певних ідей через символи і натяки перейшла і до художників.
Барокові натюрморти і тоді, і зараз пропонують уважному глядачеві своєрідні ребуси, картини, повні натяків і символів, прочитати котрі може не кожний або не завжди . У талановитих майстрів не збігається комплект речей, бо обдумуючи програму майбутнього натюрморту, митець міг вдало обіграти вже знайомий символ або подати новий, що натякав на перебіг часу не гірше за символ розповсюджений.
Розгалуження серед майстрів, що роками працювали в жанрі натюрморт, пройшло досить швидко в Голландії 17 ст., де художників було багато, а якість картин перевіряли члени гільдії св. Луки, де повтори не вітали. Виділився і окремий жанр філософського забарвлення, меланхолійного і дидактичного, що отримав назву «ванітас» (марнота марнот). Пряма мета натюрмортів ванітас — постійно нагадувати грішному людству про проблему спасіння душі, про неупинність часу і мінливість та швидкоплинність насолод і самого життя. В цьому прагненні натюрмортів ванітас було зближення з другою сентенцією — «Так минає слава земна».
- Череп — нагадування про неминучість смерті. Аналогічно тому, як портрет є лише відображенням колись живої людини, так і череп є лише формою колись живої голови. Глядач повинен сприймати його як «відображення», він найвиразніше символізує тлінність людського життя. Череп — розповсюджений символ скороминущості життя, іноді єдиний персонаж натюрморту ванітас.
- Гнилі фрукти — символ старіння.
- Морські черепашки, іноді живі равлики — черепашка молюска є останками колись живої тварини, вона позначає смерть та тлінність. Повзучий равлик — уособлення смертного гріха лінощів. Великі молюски позначають дволикість натури, символ хтивості, ще одного зі смертних гріхів.
- Кубки, гральні карти або кістки, шахи (рідко) — знак помилкової життєвої мети, пошуку задоволень та грішного життя.
- Дзеркала, скляні (дзеркальні) кулі — дзеркало є символом марнославства, крім того, це теж знак відображення, тіні, а не справжнього явища.
- Пошкоджений, тріснутий, розбитий посуд, зазвичай скляні келихи. Порожня склянка, протиставлена повній, символізує смерть. Скло символізує крихкість, білосніжна порцеляна — чистоту. Ступка та товкачик — символи чоловічої та жіночої сексуальності. Пляшка — символ гріха пияцтва.
- Пісочний та механічний годинник — швидкоплинність часу.
- Музичні інструменти, ноти — стислість та ефемерна природа життя, символ мистецтв.
- Зброя та обладунки — символ влади та могутності, позначення того, що не можна забрати з собою в могилу.
- Корони та папські тіари, скіпетри та держави, вінки з листя — знаки минущого земного панування, якому протиставлено небесний світовий порядок. Подібно до масок, вони символізують відсутність тих, хто їх носив. Ще одне нагадування — «Так минає слава земна».

Дещо рідше натюрморти цього жанру включають людські фігури, іноді скелет — як посланця або персоніфікацію смерті. Об'єкти часто зображуються в безладі, символізуючи нетривалість, повалення досягнень, які вони позначають.

## Конкретне втілення

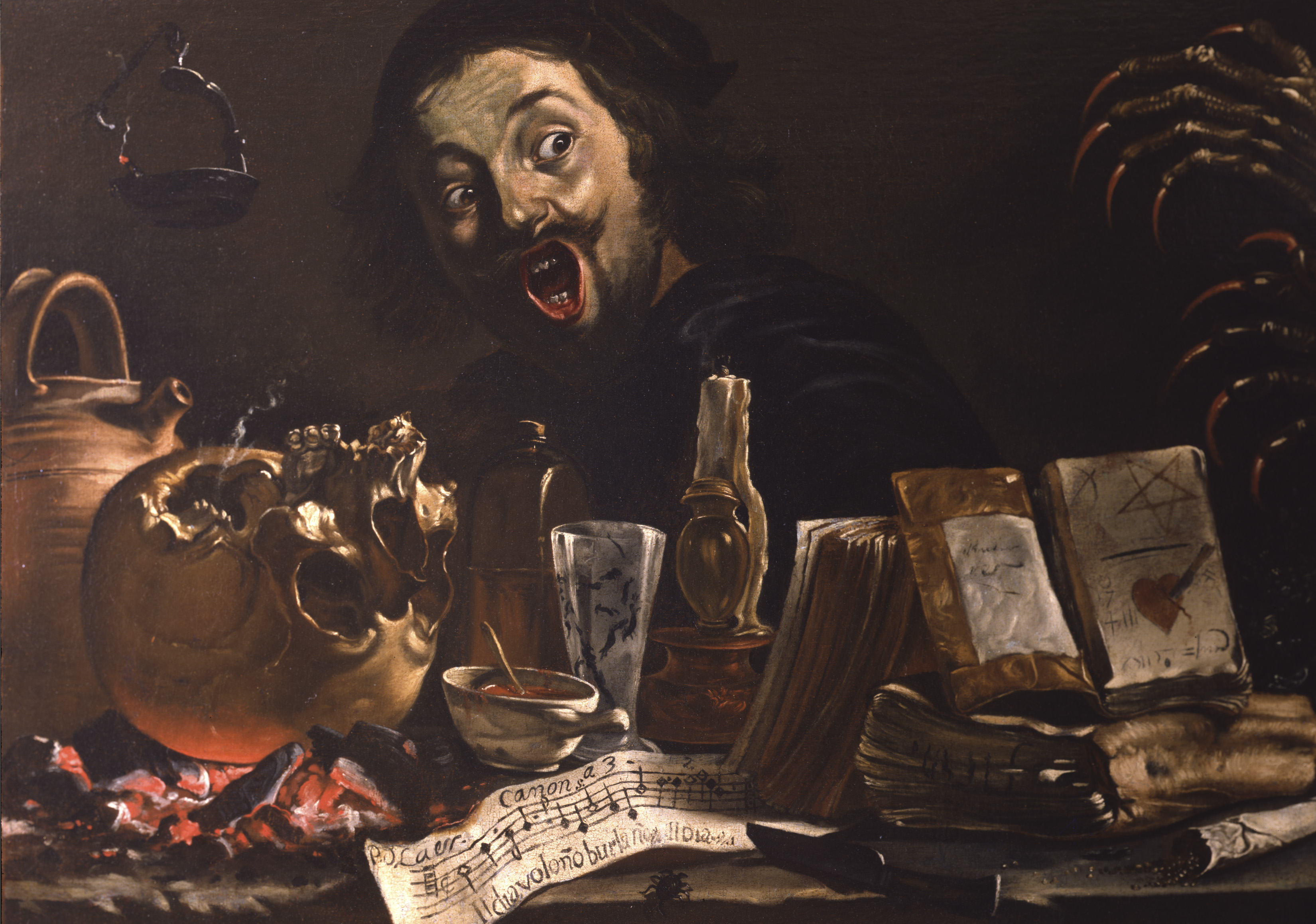
Пітер ван Лар. «Художник і Смерть» або «Містична сцена з автопортретом», Музей мистецтва Метрополітен, Нью-Йорк

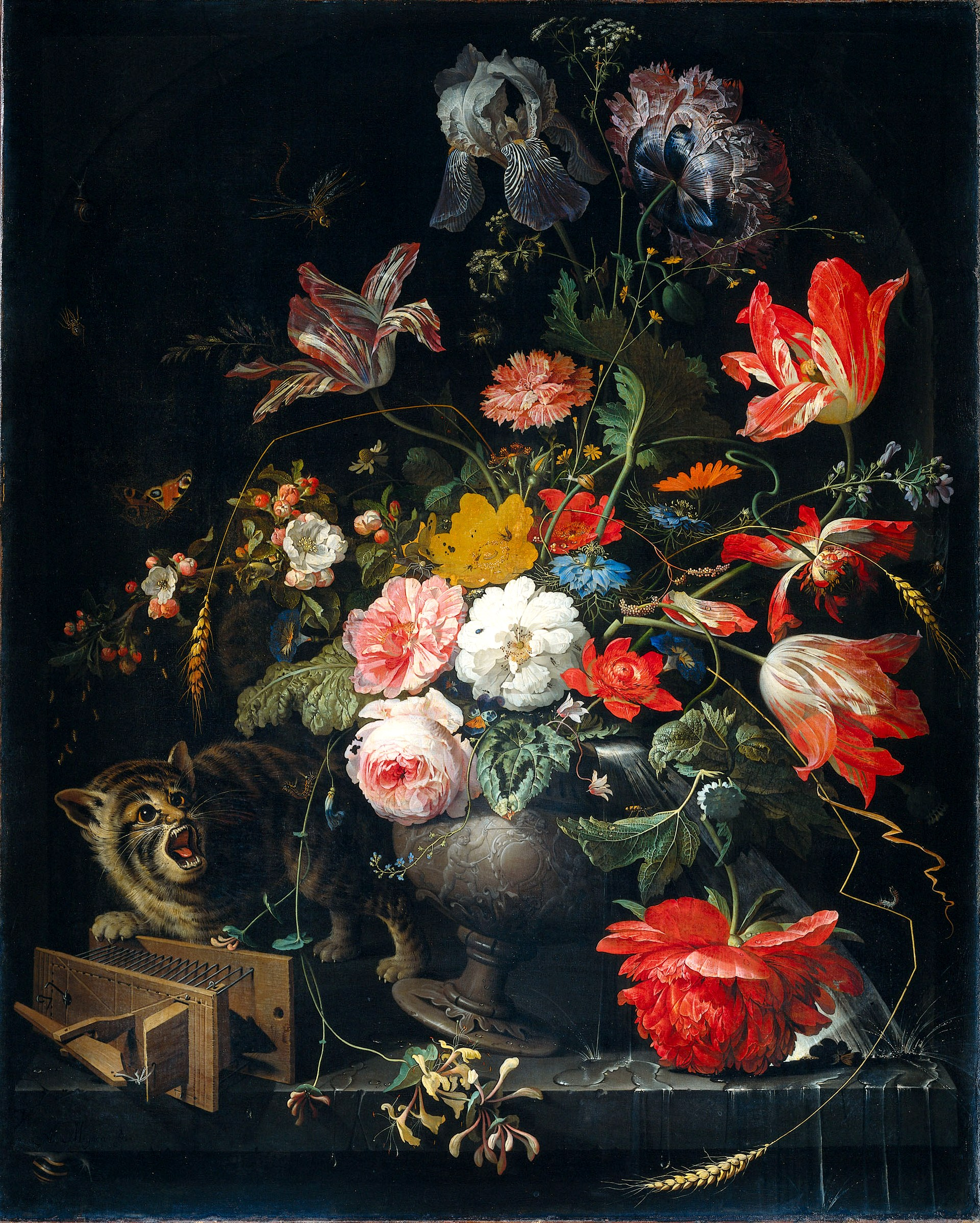
Абрахам Міньон (1640—1679). «Натюрморт із котом та вазою з квітами, що падає»

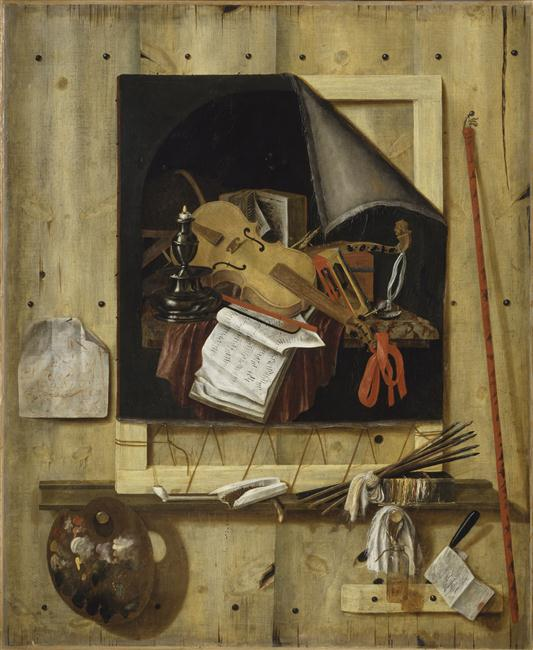
Корнеліс Гісбрехтс. «Марнота марнот», бл. 1665 р., Валансьєн, Франція

Типові для ванітас речі використав художник Пітер Клас у натюрморті « Перекинутий глек з іншими речами на столі». Тут і розбитий скляний ремер, перекинутий глек, розкидані на скатертині порожні шкаралупи горіхів, попіл і загашена свічка. Всі речі за програмою художника натякають на зміни в часі, на перетворення і зміни, що ведуть до якогось логічного кінця: свічка догоріла, попіл — як натяк на її кінець, скло розбилось, від повних горіхів залишились лише порожні оболонки. Всі речі на столі набули значення символів, через них відбувся натяк на тему скороминущості життя і марноти насолод. У картині нема декоративного ефекту при реалістичному відтворенні побутових речей. Спроби поєднати декоративні ефекти натюрморту і філософські натяки на швидкоплинність часу робила низка інших майстрів, серед котрих П'єр Франческо Чіттадані, Франціскус Гейсбрехтс , Філіп де Шампань, [[]], Абрахам Міньон. Драму несподіваної зустрічі зі смертю відтворив у натюрморті з автопортретом художник Пітер ван Лар.
Ознаки невмолимого часу, залишені на обличчях людей, приваблювали як натяк на скороминущість пластичної краси людини художників-італійців, серед котрих Бернардо Строцці, П'єтро Беллотті, Ебергард Кейль (або Монсу Бернардо), Антоно Карнео.
Мету відтворити плин часу ставив перед собою і голландський художник Абрахам Міньон (1640—1679). Він створив декілька натюрмортів з тваринами, що необережними рухами штовхнули вази з квітами і ти, втративши рівновагу, падають, плескають водою на столи, втрачають квіти, викликають здивування і тривогу у тварин. В картинах цього типу швидше показ не плину часу, а призупинена мить часу. Свідомість обізнаного глядача домалює невідтворене художником.
Абсолютно іншу інтерпретацію натюрмортів типу ванітас давали художники — Корнеліс Гісбрехтс та Себастьян Бонекруа. Обидва використали арсенал речей з оточення художників — мініатюрній автопортрет у Гісбрехтса, покинуті пензлі і палітру, полотно з типовим натюрмортом ванітас, часто на звороті ще одного полотна, але з недбало відірваним від основи краєм, що затуляє частину зображення на вже створеній картині.

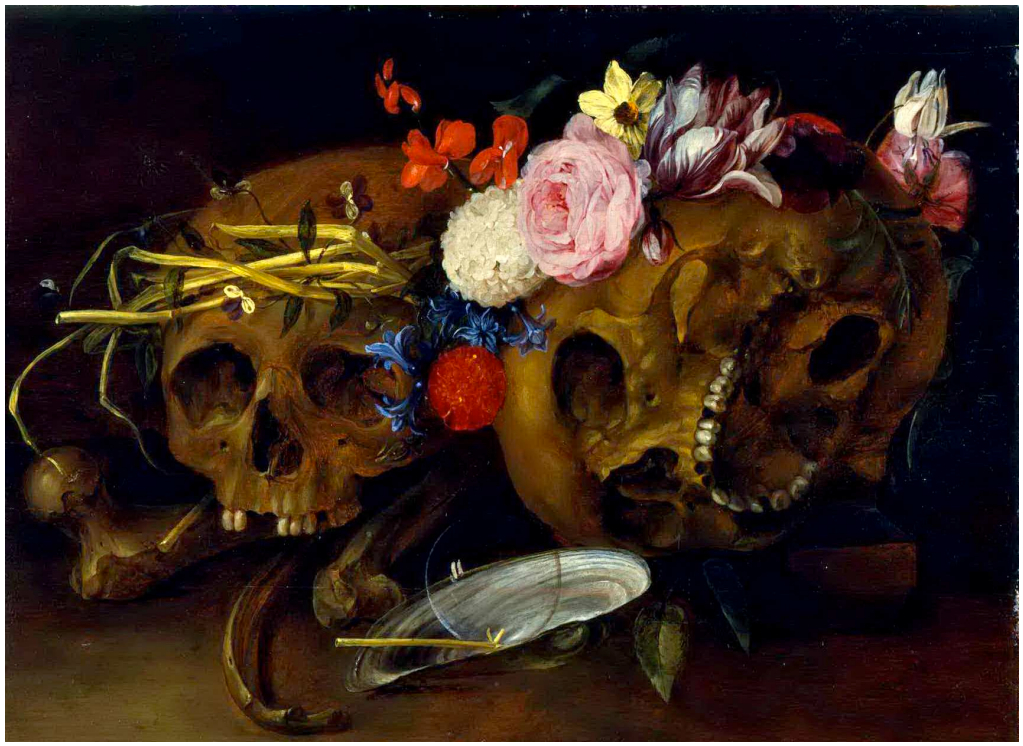
Ніколас ван Верендал. «Марнота марнот», 1680 р.
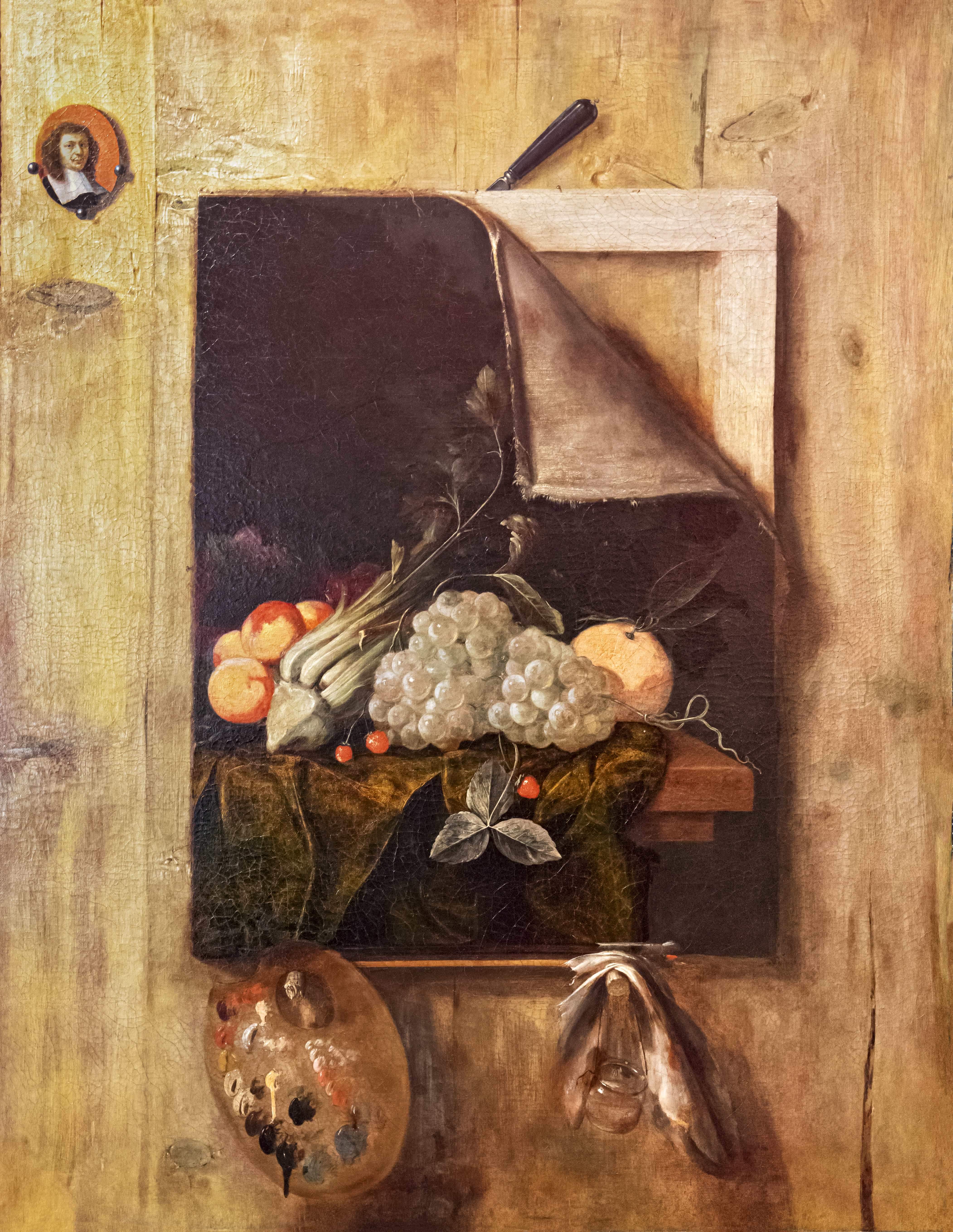
Корнеліс Гісбрехтс. Натюрморт «Марнота марнот» з автопортретом художника, 1663
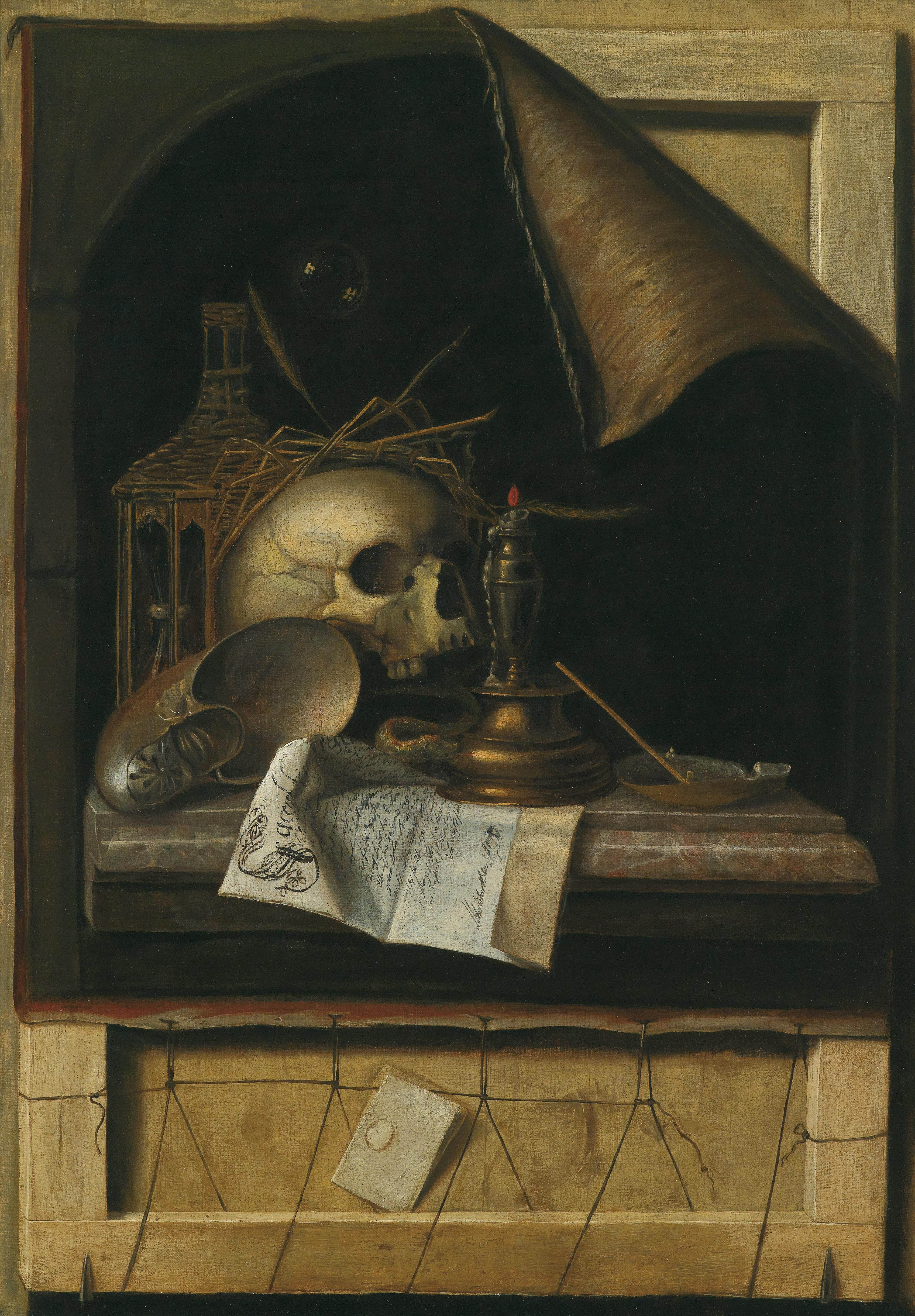
Корнеліс Гісбрехтс. «Марнота марнот», до 1680 р.

## Галерея обраних творів

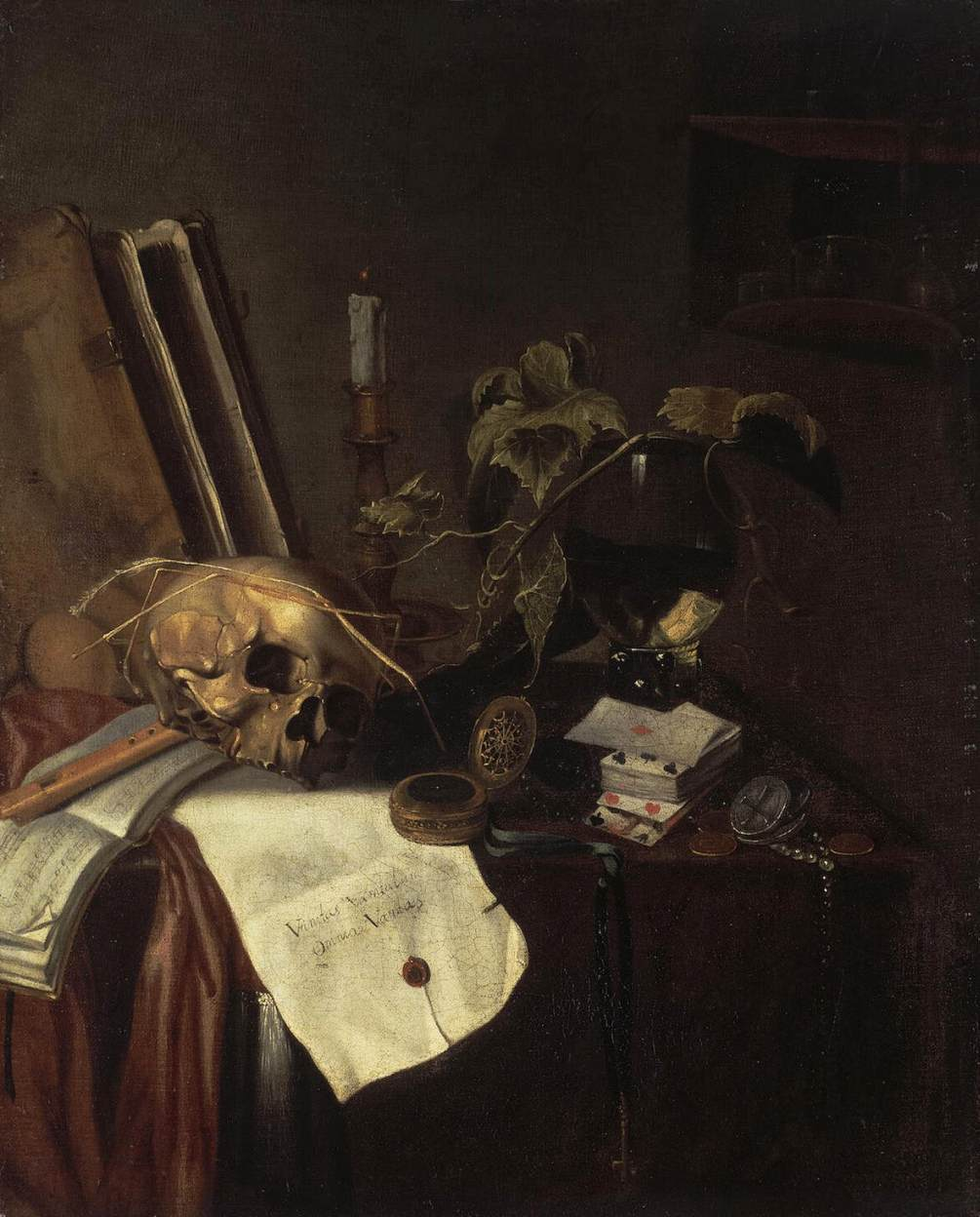
Пітер Стенвейк. «Натюрморт марнота марнот Стенвейка», Ермітаж, Санкт-Петербург
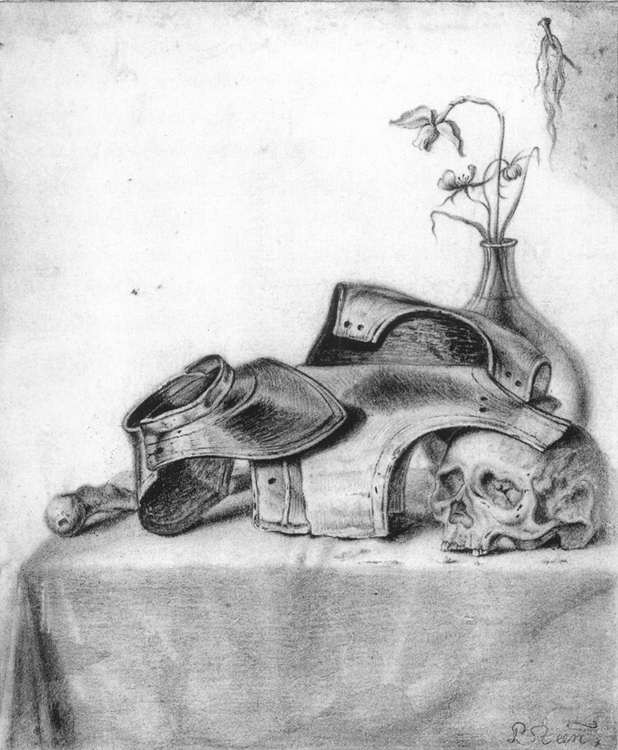
Пітер Стенвейк. Малюнок «Лицарські обладунки і череп», бл. 1640 р. Музей Бойманс ван Бенінгена, Роттердам.
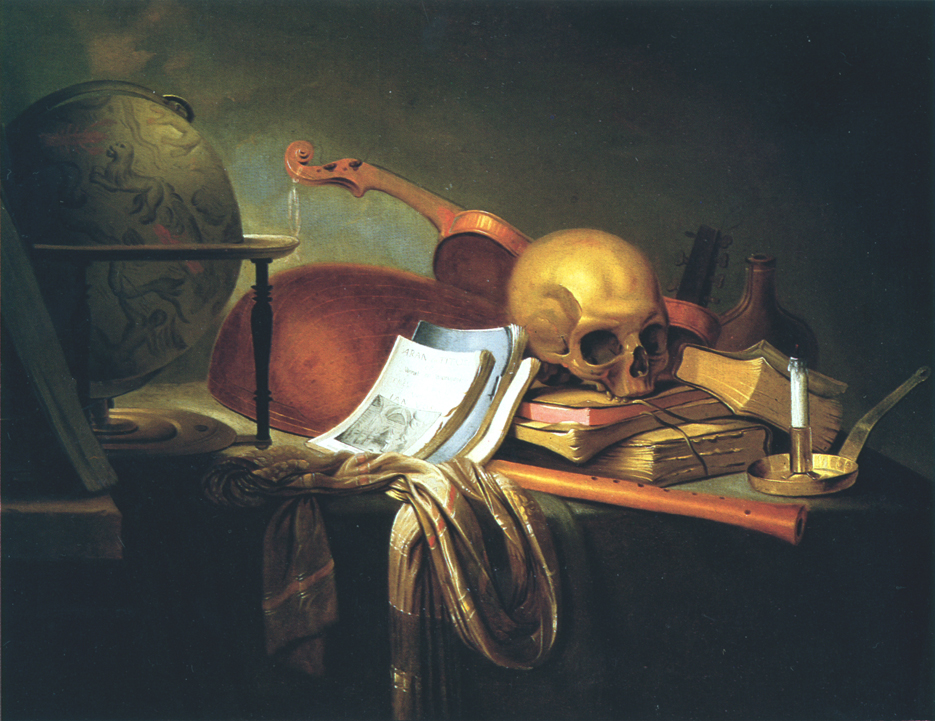
Пітер Стенвейк. «Життя - коротке, мистецтво - вічне».
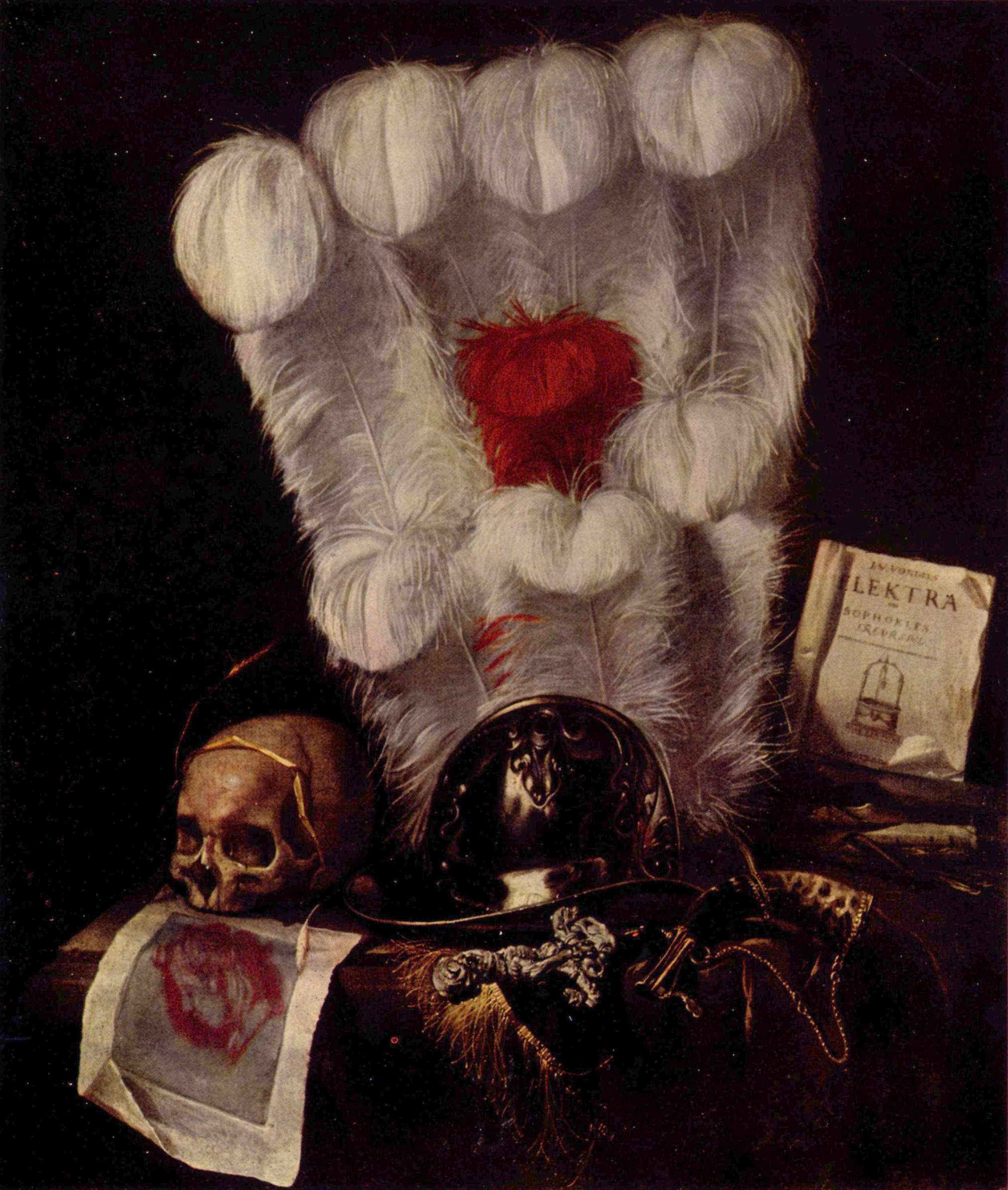
Юріан ван Стрек. «Ванітас» або «Натюрморт з пишним плюмажем і речами ванітас»
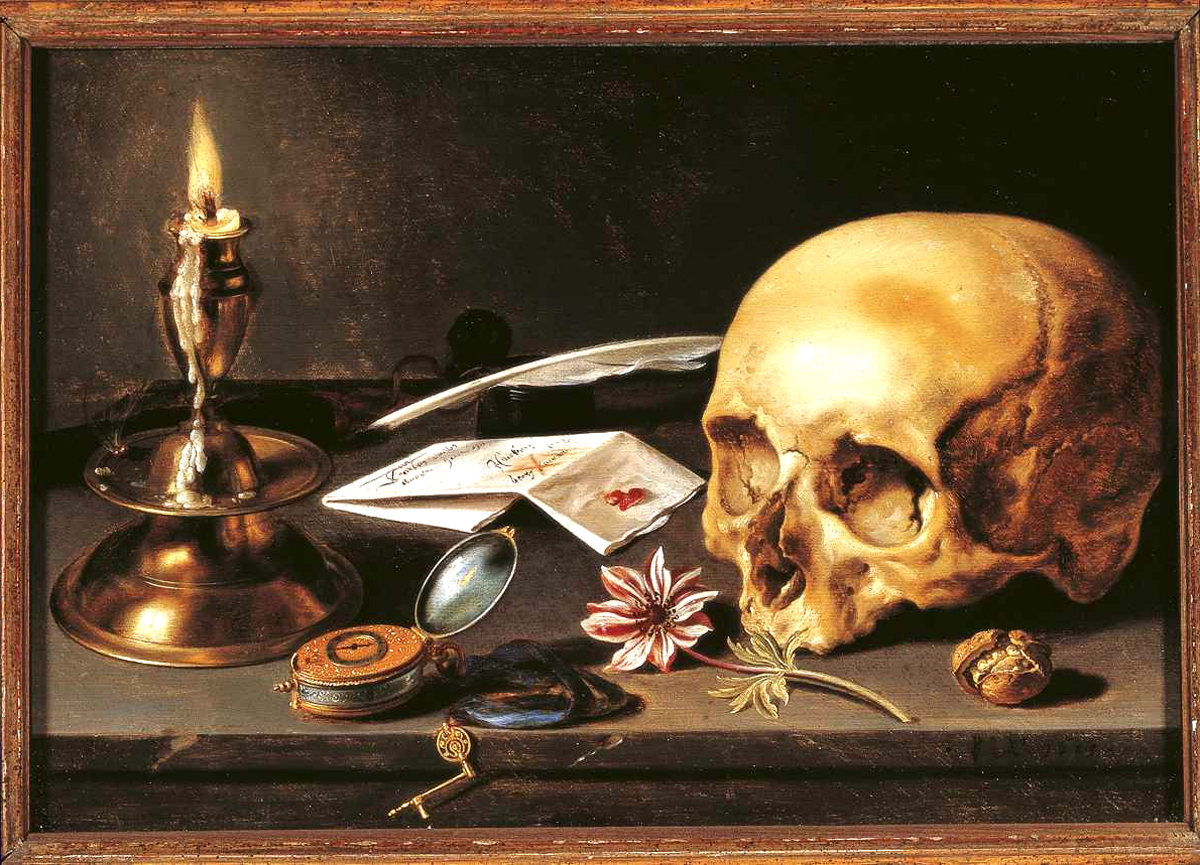
Пітер Клас. Ванітас. Музей Франса Галса, Харлем
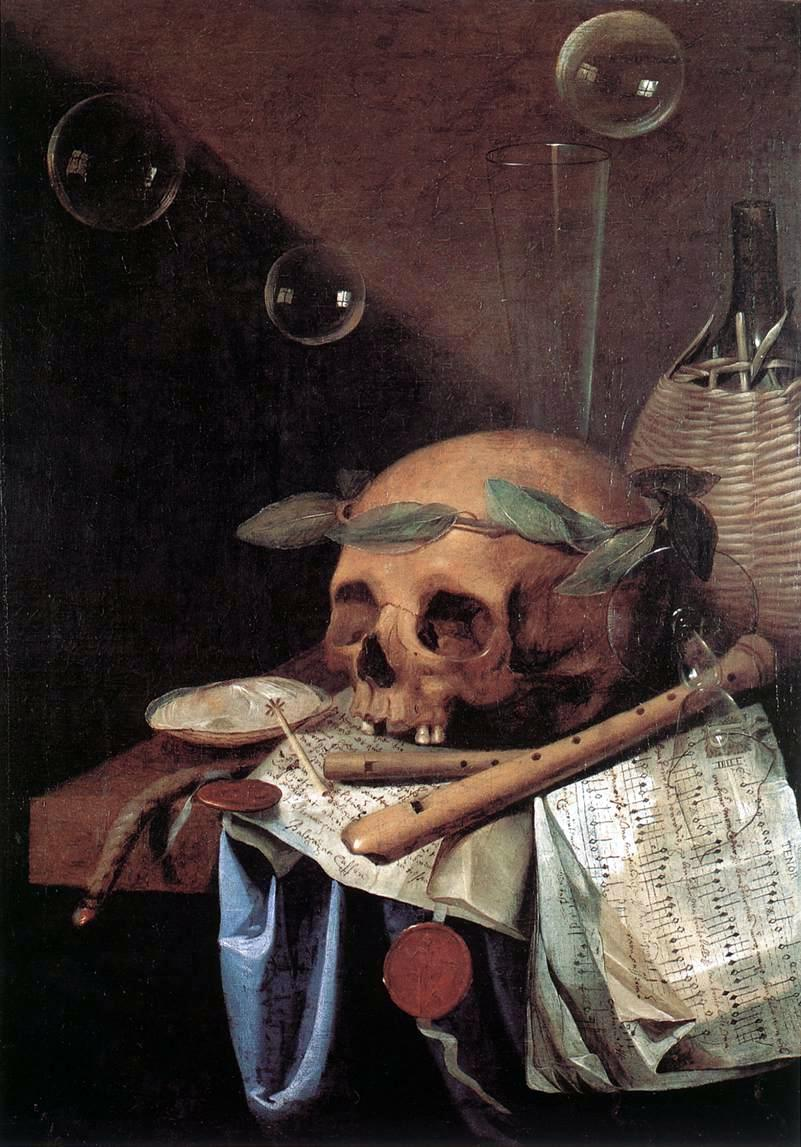
Симон Ренар де Сен-Андре, близько 1650. «Ванітас».
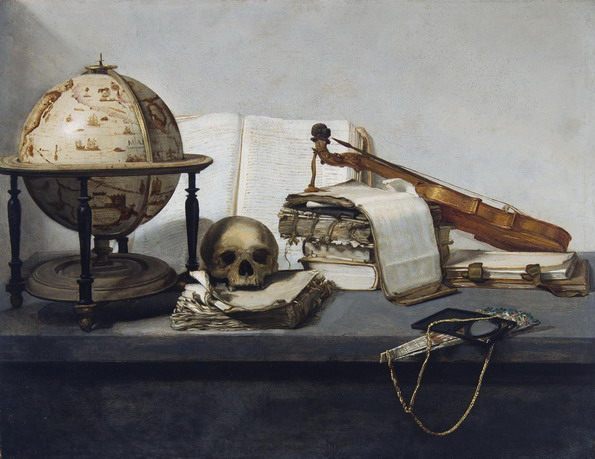
Ян Девідс де Хем. «Натюрморт з черепом, глобусом, книгами і скрипкою», 17 століття
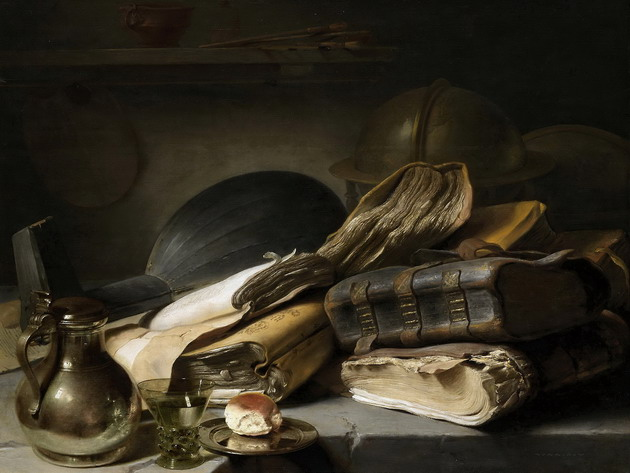
Ян Лівенс. «Марнота марнот», до 1630 р., Державний музей (Амстердам)